# Joachim Ciupa
Joachim Wiesław Ciupa OFM (ur. 5 sierpnia 1975 w Przeworsku) – polski duchowny katolicki, bernardyn.
Urodził się 5 sierpnia 1975 w Przeworsku. Ukończył Wyższe Seminarium Duchowne oo. Bernardynów w Kalwarii Zebrzydowskiej. Święcenia kapłańskie przyjął 19 maja 2001. W tym też roku  otrzymał tytuł magistra teologii Papieskiej Akademii Teologicznej w Krakowie.
Podjął studia specjalistyczne w Wyższym Instytucie Teologii Moralnej Akademii Alfonsjańskiej w Rzymie.  W 2004 uzyskał licencjat z teologii moralnej. Dalsze studia specjalistyczne w tej dziedzinie kontynuował na tej samej uczelni pod kierunkiem prof. Maurizio Pietro Faggoni. 11 października 2007 obronił pracę doktorską, otrzymując tytuł doktora teologii moralnej. W latach 2004–2006 uczestniczył w kursach z zakresu bioetyki w Instytucie Bioetyki Katolickiego Uniwersytetu Świętego Krzyża w Rzymie.
W październiku 2007 przełożeni skierowali go do Klasztoru Świętego Franciszka przy Wyższym Seminarium Duchownym oo. Bernardynów w Kalwarii Zebrzydowskiej. Pełnił tam funkcję wicemagistra braci kleryków i juniorystów (2007-2008), gwardiana, magistra kleryków i juniorystów oraz dyrektora biblioteki seminaryjnej (2008-2011). Od 2007 wykłada w WSD w Kalwarii Zebrzydowskiej teologię moralną i fundamentalną, etykę, spowiednictwo i bioetykę. W czerwcu 2011 został mianowany gwardianem klasztoru i proboszczem parafii Zwiastowania NMP w Leżajsku. Funkcję tę pełnił do czerwca 2017, kiedy to został wikariuszem klasztoru bernardynów w Piotrkowie Trybunalskim. Od 2023 r. gwardian klasztoru oo. Bernardynów i proboszcz parafii w Rzeszowie.